# Liste der Biografien/Wul
Liste der Biografien |
Portal Biografien |
Personensuche
# |
A |
B |
C |
D |
E |
F |
G |
H |
I |
J |
K |
L |
M |
N |
O |
P |
Q |
R |
S |
T |
U |
V |
W |
X |
Y |
Z |
?
 
Wa |
Wc |
Wd |
We |
Wh |
Wi |
Wj |
Wl |
Wn |
Wo |
Wr |
Ws |
Wt |
Wu |
Ww |
Wy |
Wz
 
Wua |
Wub |
Wuc |
Wud |
Wue |
Wuf |
Wug |
Wuh |
Wui |
Wuj |
Wuk |
Wul |
Wum |
Wun |
Wuo |
Wup |
Wur |
Wus |
Wut |
Wuw |
Wuy |
Wuz
Die Liste der Biografien führt alle Personen auf, die in der deutschsprachigen Wikipedia einen Artikel haben. Dieses ist eine Teilliste mit 334 Einträgen von Personen, deren Namen mit den Buchstaben „Wul“ beginnt.

## Wul
- Wul, Benzion Moissejewitsch (1903–1985), russischer Physiker
- Wul, Stefan (1922–2003), französischer Science-Fiction-Autor

### Wulb
- Wülbeck, Willi (* 1954), deutscher Leichtathlet und Olympiateilnehmer
- Wülberz, Benedikt (1697–1749), deutscher Benediktiner und Theologe und Abt
- Wülberz, Stanislaus (1695–1755), deutscher Benediktiner und Historiker
- Wulbrand von Hallermund († 1436), Abt von Corvey

### Wulc
- Wülcker, Ernst (1843–1895), deutscher Germanist, Historiker und Archivar
- Wülcknitz, Carl Heinrich von (1656–1727), Landrat im Fürstentum Anhalt und Hofmarschall
- Wülcknitz, Christoph Heinrich von (1640–1700), deutscher Kammerherr und Amtshauptmann, sowie Kommandant der Moritzburg
- Wülcknitz, Heinrich Otto von (* 1773), deutscher Gutsbesitzer, Kammerherr und umstrittener Immobilienspekulant
- Wülcknitz, Ludwig von (1619–1659), Mitglied der Fruchtbringende Gesellschaft
- Wülcknitz, Ludwig Wilhelm von (1657–1686), Kammerjunker und Hofassessor im hessischen Dienste
- Wülcknitz, Otto Rudolf von († 1866), preußischer Kammergerichtsrat und Grundbesitzer
- Wülcknitz, Wilhelm von (1827–1900), preußischer Generalmajor und Kommandeur der 31. Infanterie-Brigade

### Wulf
- Wulf, Alexander (* 1982), russisch-deutscher Koch
- Wulf, Alexander (* 1987), deutscher Fußballspieler
- Wulf, Alexander J., deutscher Jurist und Hochschullehrer
- Wulf, Andrea (* 1967), deutsch-britische Kulturhistorikerin
- Wulf, Anna Nikolajewna (1799–1857), russische Adlige, mit Alexander Puschkin befreundet
- Wulf, Berthold (1926–2012), deutscher Pfarrer, Schriftsteller und Vortragsredner
- Wulf, Christian (* 1959), deutscher Kampfkünstler und Trainer
- Wulf, Christine (* 1957), deutsche Wissenschaftlerin, Autorin und Dienststellenleiterin der Inschriftenkommission der Göttinger Akademie der Wissenschaften
- Wulf, Christoph (* 1944), deutscher Anthropologe
- Wulf, Ernst (1921–1979), deutscher SED-Funktionär, Vorsitzender der VdgB
- Wulf, Franz (1895–1940), deutscher Verleger
- Wulf, Franziska (* 1984), deutsche SchauspielerinFranziska Wulf (* 1984)

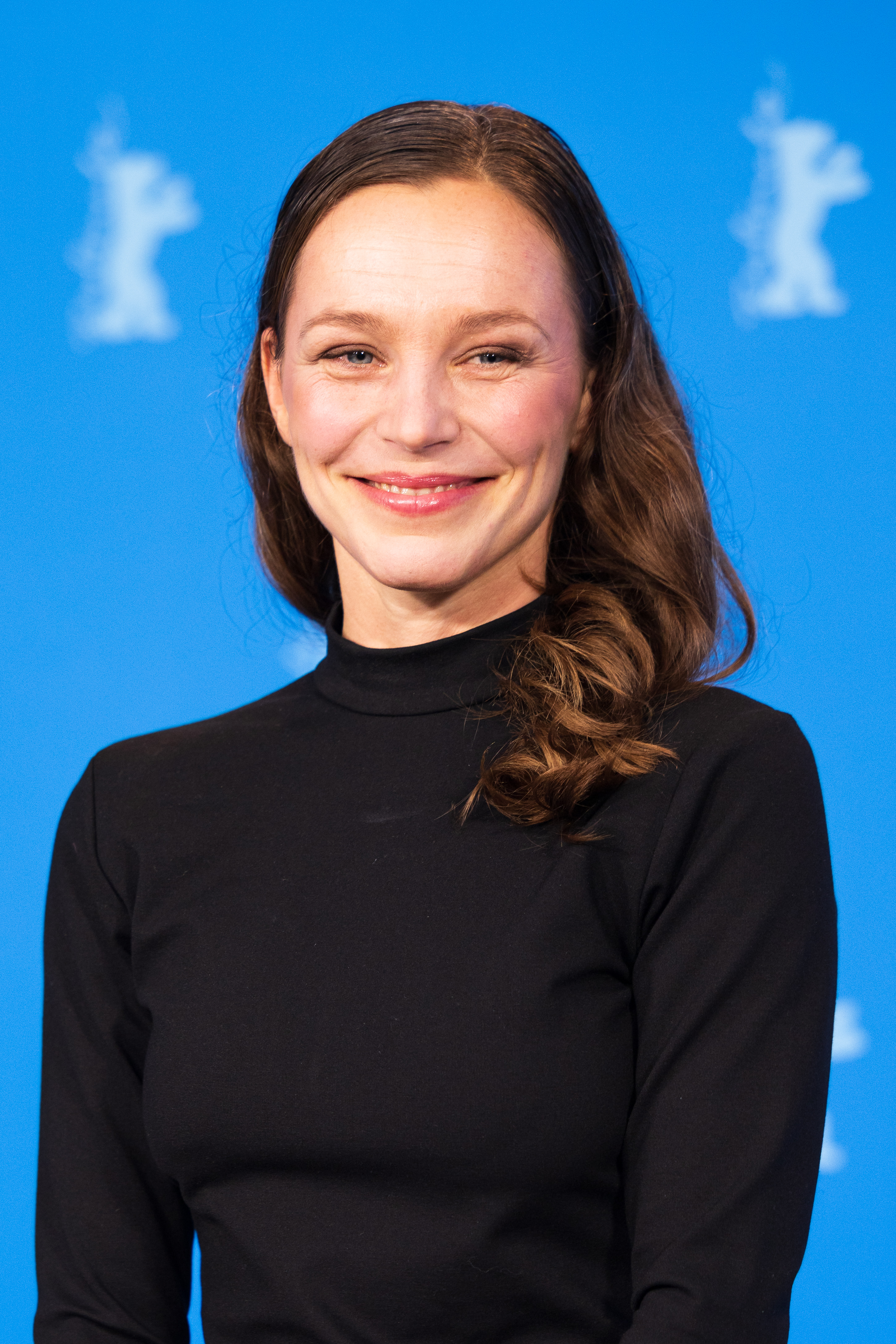
Franziska Wulf (* 1984)

- Wulf, Friedrich (1908–1990), deutscher Ordensgeistlicher (Jesuit), Schriftsteller und Konzilstheologe
- Wulf, Friedrich-Wilhelm (* 1956), deutscher prähistorischer Archäologe
- Wulf, Georg (1895–1927), deutscher Flugpionier und Flugzeugbauer
- Wulf, Hans (1949–2022), deutscher Radrennfahrer
- Wulf, Hans (* 1951), deutscher Fußballspieler
- Wulf, Herbert (* 1939), deutscher Friedens- und Konfliktforscher, Hochschullehrer für Politikwissenschaft
- Wulf, Hermann (1915–1990), deutscher Arzt, Manager und Offizier
- Wulf, Jewgeni Wladimirowitsch (1885–1941), russisch-sowjetischer Botaniker, Biogeograph und Hochschullehrer
- Wulf, Joe (* 1961), deutscher Jazzposaunist, Sänger und Bandleader
- Wulf, Joseph (1912–1974), deutsch-polnischer Historiker und Holocaust-Überlebender
- Wulf, Jürgen (* 1923), deutscher Schauspieler bei Film und Fernsehen
- Wulf, Karl-Heinrich (1928–2016), deutscher Gynäkologe und Geburtshelfer
- Wulf, Mareike (* 1979), deutsche Politikerin (CDU), MdBMareike Wulf (* 1979)

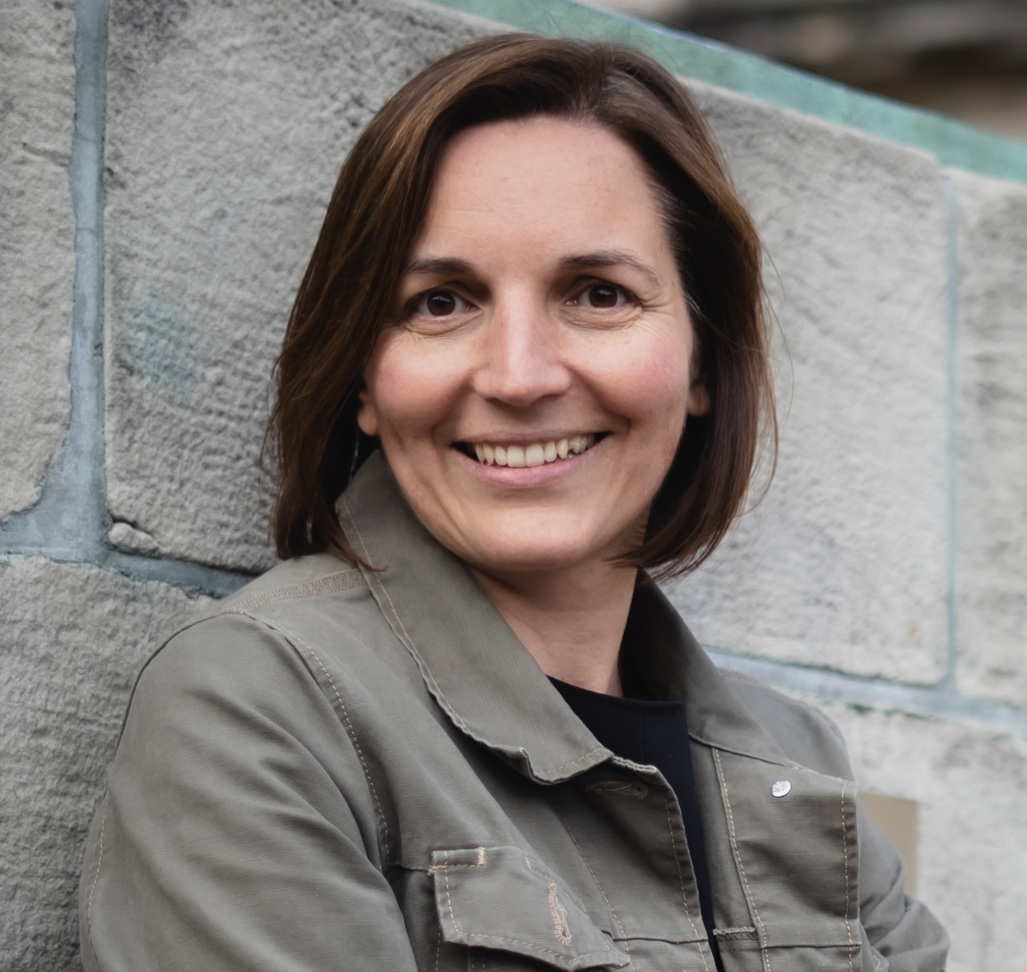
Mareike Wulf (* 1979)

- Wulf, Marianne (1878–1944), österreichische Theater- und Filmschauspielerin
- Wulf, Martina (1907–1982), deutsche Opernsängerin (Sopran)
- Wulf, Meo (* 1992), deutscher Schauspieler und Synchronsprecher
- Wulf, Michael (* 1959), deutscher Journalist
- Wulf, Nikolaus († 1481), Bischof von Schleswig
- Wulf, Patrick (* 1985), deutscher Fernsehmoderator
- Wulf, Paul (1921–1999), deutscher Antifaschist und Opfer des NS-Regimes
- Wulf, Peter, deutscher Rot- und Glockengießer
- Wulf, Peter (1938–1995), deutscher Fußballspieler
- Wulf, Peter (* 1938), deutscher Historiker
- Wulf, Peter (* 1952), deutscher Boxer
- Wulf, Ramona (* 1954), deutsche Schlagersängerin
- Wulf, Reimer (* 1943), deutscher Luftbildfotograf
- Wulf, Rudi (* 1984), neuseeländischer Rugby-Union-Spieler
- Wulf, Theodor (1868–1946), deutscher Physiker und Jesuit
- Wulf, Tobias (* 1956), deutscher Architekt und Hochschullehrer
- Wulf, Torsten (* 1968), deutscher Wirtschaftswissenschaftler und Hochschullehrer
- Wulf, Vivien (* 1994), deutsche Schauspielerin
- Wulf, Volker (* 1962), deutscher Wirtschaftsinformatiker und Hochschullehrer
- Wulf, Walter (1937–2014), deutscher Kunsthistoriker
- Wulf, Wilhelm (1892–1960), deutscher Jurist und Richter sowie Oberbürgermeister von Wanne-Eickel
- Wulf, Witali Jakowlewitsch (1930–2011), russischer Kulturhistoriker, Drehbuchautor, Übersetzer und TV-Moderator
- Wulf, Wolfgang (* 1951), deutscher Politiker (SPD)
- Wulf, Xavier (* 1992), US-amerikanischer Rapper
- Wulf-Mathies, Monika (* 1942), deutsche Gewerkschaftsfunktionärin und Politikerin (SPD)Monika Wulf-Mathies (* 1942)

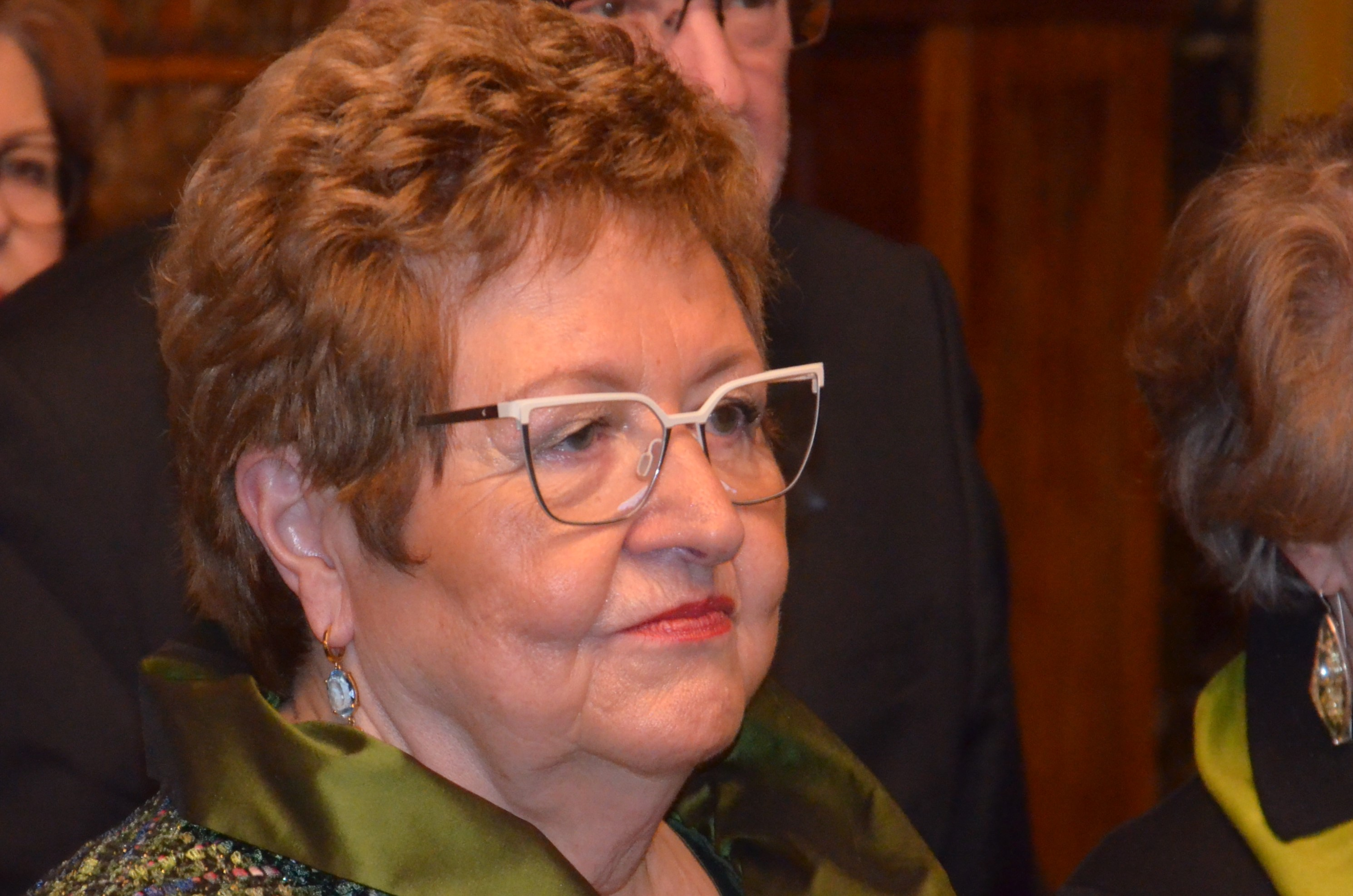
Monika Wulf-Mathies (* 1942)

- Wulf-Rheidt, Ulrike (1963–2018), deutsche Bauforscherin
- Wulf-Schnabel, Jan (* 1969), deutscher Sozialwissenschaftler und Sozialmanager
- Wulfänger, Carsten (1963–2020), deutscher Politiker (CDU)
- Wulfar von Reims († 816), Erzbischof von Reims (812–816)
- Wulfekamp, Ursula (* 1955), deutsche Übersetzerin
- Wulfen, Franz Xaver von (1728–1805), Botaniker und Mineraloge
- Wulfert, Friedrich (1822–1900), deutscher Reichsgerichtsrat
- Wulfert, Fritz (1912–1987), sozialdemokratischer Widerstandskämpfer in Hannover
- Wulfert, Manfred (* 1949), deutscher Politiker (CDU), MdL
- Wulfertange, Rudolf (1884–1974), deutscher Schriftsteller, Maler und Bildhauer
- Wulfes, Michael (* 1948), deutscher Regisseur, Kameramann, Produzent und Drehbuchautor von Dokumentarfilmen
- Wulfestieg, Heinz (1935–1978), deutscher Jazzmusiker
- Wulfestorff, Hanns von († 1504), Ritter, Lehnsherr, Münzmeister, Königlicher Rat
- Wulff, Albert (1866–1941), deutscher Jurist
- Wulff, Alexander (1863–1939), deutscher Reichsbahndirektor
- Wulff, Arne (* 1958), deutscher Politiker (CDU) und Staatssekretär (Schleswig-Holstein)
- Wulff, Arnold (1897–1971), deutscher Politiker (SPD), MdL
- Wulff, Axel (* 1883), deutscher Gutspächter und Politiker (NSDAP)
- Wulff, Barbara (* 1952), deutsche Politikerin (SPD)
- Wulff, Bernhard (* 1948), deutscher Komponist, Dirigent und Musikwissenschaftler
- Wulff, Bettina (* 1973), deutsche PR-Beraterin, frühere Schirmherrin des Müttergenesungswerks und Ehefrau des zehnten deutschen Bundespräsidenten Christian Wulff
- Wulff, Billy (* 1971), deutsche Radiomoderatorin bei MDR Sachsen-Anhalt
- Wulff, Burchard († 1701), deutscher Maler
- Wulff, Carl August (1808–1897), deutscher Kaufmann
- Wulff, Caspar (1827–1912), deutscher Landwirt und Politiker
- Wulff, Christian (* 1959), deutscher Politiker (CDU), MdL, Ministerpräsident, 10. BundespräsidentChristian Wulff (* 1959)

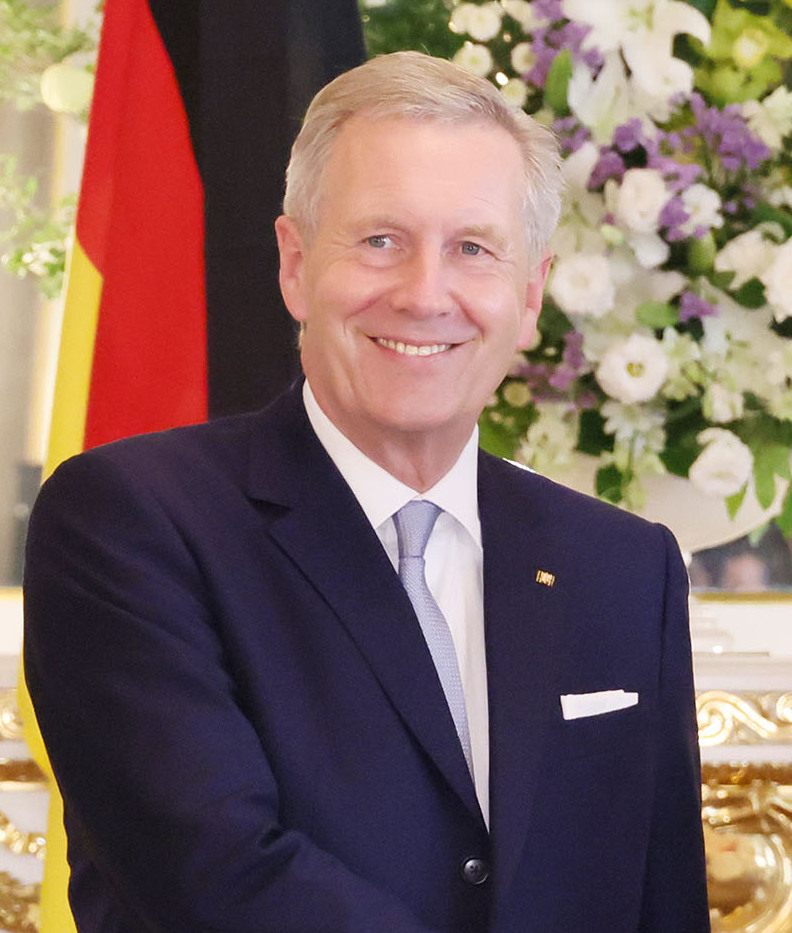
Christian Wulff (* 1959)

- Wulff, David (* 1985), deutscher Unternehmer und Politiker (FDP)
- Wulff, Dieter (1929–2010), deutscher Kunstmaler
- Wulff, Erich (1926–2010), deutscher Psychiater
- Wulff, Ernst (1887–1950), Todesopfer des DDR-Grenzregimes vor dem Bau der Berliner Mauer
- Wulff, Franz Christian (1873–1947), deutscher Rechtsanwalt und Politiker, MdHB
- Wulff, Fredrik (1845–1930), schwedischer Romanist und Germanist
- Wulff, Frida (1876–1952), deutsche Politikerin (SPD, USPD), MdR
- Wulff, Friedhelm (1942–2016), deutscher Badmintonspieler
- Wulff, Friedrich Wilhelm (1837–1898), deutscher Dichter und Operettenlibrettist sowie Redakteur und Verleger von Publikumszeitschriften
- Wulff, Gabriele (* 1957), deutsche Pianistin und Klavierpädagogin
- Wulff, George V. (1863–1925), russischer Kristallograph
- Wulff, Hajo (* 1972), deutscher Handballspieler und -trainer
- Wulff, Hans Jürgen (* 1951), deutscher Medienwissenschaftler und Hochschullehrer
- Wulff, Heinrich (1873–1947), deutscher Arbeiter und Politiker (SPD)
- Wulff, Heinrich (1896–1966), deutscher Politiker (SPD), MdL
- Wulff, Heinz Diedrich (1910–1983), deutscher Botaniker
- Wulff, Hermann, deutscher Baumeister
- Wulff, Hilde (1898–1972), deutsche Sonderpädagogin und Stiftungsgründerin
- Wulff, Hildegardis (1896–1961), deutsche Ordensgründerin
- Wulff, Hilmar (1908–1984), dänischer Schriftsteller
- Wulff, Hinrich (1898–1978), deutscher Pädagoge, Leiter der Pädagogischen Hochschule Bremen
- Wulff, Horst (1907–1945), deutscher Nationalsozialist und Gebietskommissar
- Wulff, Irma (* 1928), deutsche Politikerin (SPD), MdHB
- Wulff, Jan-Markus (* 1976), deutscher Musiker, Komponist und Creative Director
- Wulff, Jannes (* 1999), deutscher Fußballspieler
- Wulff, Joakim (* 1979), schwedischer Fußballspieler
- Wulff, Joseph († 1833), deutscher Jurist und Bürgermeister
- Wulff, Julius (1822–1904), deutscher Revolutionär und Vorsitzender in der frühen Arbeiterbewegung
- Wulff, Kai (* 1949), deutsch-amerikanischer Schauspieler und Synchronsprecher
- Wulff, Katja (1890–1992), deutsch-schweizerische Ausdruckstänzerin und Choreografin
- Wulff, Konstantin (* 1980), deutscher Beachvolleyballspieler
- Wulff, Lisa (* 1990), deutsche Jazzmusikerin (Bass, Komposition)
- Wulff, Lisbeth (* 1972), dänische Schauspielerin
- Wulff, Luis (* 2004), deutscher Basketballspieler
- Wulff, Luise (1935–1993), deutsche Grafikerin und Illustratorin
- Wulff, Manfred (* 1933), deutscher Wirtschaftswissenschaftler und Hochschullehrer
- Wulff, Margarete (* 1937), deutsche Badmintonspielerin
- Wulff, Margarethe (1792–1874), deutsche Kinderbuchschriftstellerin und Jugendbuchschriftstellerin
- Wulff, Max (1871–1947), deutscher Maler und Illustrator
- Wulff, Mikaela (* 1990), finnische Seglerin
- Wulff, Mosche (1878–1971), russisch-israelischer Psychoanalytiker
- Wulff, Moses Benjamin (1661–1729), jüdischer Kaufmann und Hoffaktor
- Wulff, Nicolaus, deutscher Jurist und Ratssekretär der Hansestadt Lübeck
- Wulff, Noah (* 2005), dänischer Radsportler
- Wulff, Olaf Richard (1877–1955), österreichisch-ungarischer Marineoffizier
- Wulff, Oskar (1864–1946), deutscher Kunsthistoriker
- Wulff, Otto (* 1891), deutscher Landwirt und Politiker (CDU), MdL
- Wulff, Otto (* 1933), deutscher Politiker (CDU), MdB
- Wulff, Rainer (1943–2022), deutscher Journalist
- Wulff, Randall (* 1954), kanadischer Singer-Songwriter
- Wulff, Ronald (* 1945), deutscher Unternehmer und Sportfunktionär
- Wulff, Rudolf (1786–1856), deutscher Landwirt und Politiker
- Wulff, Sebastian, deutscher American-Football-Spieler
- Wulff, Thomas (* 1953), finnlandschwedischer Schriftsteller und Lyriker
- Wulff, Thomas (* 1963), deutscher RechtsextremistThomas Wulff (* 1963)

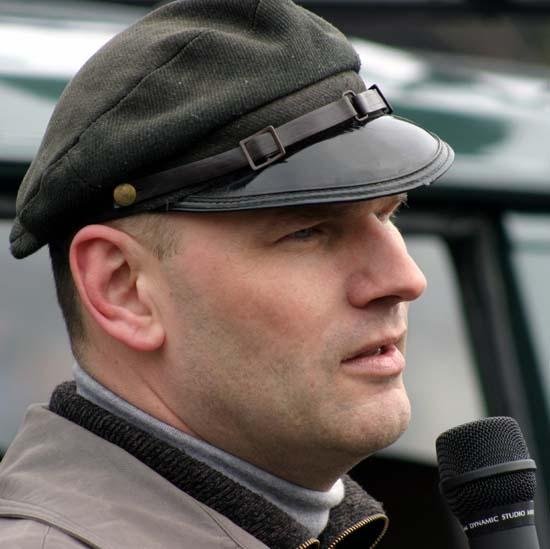
Thomas Wulff (* 1963)

- Wulff, Thorild (1877–1917), schwedischer Botaniker und Polarforscher
- Wulff, Tim (* 1987), deutscher Fußballspieler
- Wulff, Vera (* 1920), deutsche Widerstandskämpferin gegen den Nationalsozialismus
- Wulff, Volker (* 1957), deutscher Landwirt, Agrarwissenschaftler und Unternehmer
- Wulff, Wilhelm (1815–1892), Bürgermeister von Arnsberg
- Wulff, Wilhelm (1891–1980), deutscher Maler und Bildhauer
- Wulff, Wilhelm (1893–1984), deutscher Astrologe
- Wulff, Wilhelm Friedrich (1808–1882), Maler, Grafiker, Lithograf, Zeichner und Marinemaler
- Wulff-Bräutigam, Katharina (* 1965), deutsche selbständige Fernsehjournalistin und Filmproduzentin
- Wulff-Õis, Gustav (1865–1946), estnischer Dichter
- Wulff-Woesten, Johannes (* 1966), deutscher Komponist
- Wulffen, Alexander von (1784–1861), preußischer Generalleutnant und Mitglied des Preußischen Herrenhauses
- Wulffen, Amelie von (* 1966), deutsche Künstlerin
- Wulffen, Barbara von (1936–2021), deutsche Autorin
- Wulffen, Bernd (* 1940), deutscher Botschafter
- Wulffen, Carl von (1785–1853), deutscher Landwirt und Agrarwissenschaftler
- Wulffen, Christian (* 1954), deutscher Künstler
- Wulffen, David Adolph von († 1704), preußischer Brigadier, Regimentschef, Kommandant von Wesel
- Wulffen, Erich (1862–1936), deutscher Kriminologe
- Wulffen, Eugen von (1846–1925), preußischer Generalmajor
- Wulffen, Ferdinand von (1833–1902), preußischer Generalleutnant
- Wulffen, Friedrich August von (1704–1757), preußischer Oberst
- Wulffen, Friedrich von (1790–1858), deutscher Politiker und Jurist
- Wulffen, Georg Ludolf von (1719–1792), preußischer Generalmajor, Chef des gleichnamigen Dragonerregiments sowie Erbherr auf Fürstenfeld und Büssow
- Wulffen, Georg Otto von (1813–1889), preußischer General der Infanterie und Gouverneur des Invalidenhauses in Berlin
- Wulffen, Gustav von (1835–1889), deutscher Verwaltungsbeamter
- Wulffen, Gustav von (1878–1945), deutscher Generalmajor und SS-BrigadeführerGustav von Wulffen (1878–1945)

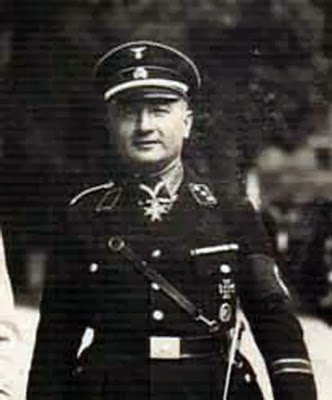
Gustav von Wulffen (1878–1945)

- Wulffen, Jacob Johann von (1623–1678), schwedischer Graf und Militär
- Wulffen, Lothar von (1873–1945), deutscher Rittergutsbesitzer und Parlamentarier
- Wulffen, Matthias von (* 1942), deutscher Jurist und Präsident des Bundessozialgerichts
- Wulffen, Thomas (1954–2023), deutscher Kunstkritiker, Journalist und Kurator
- Wulffen, Wilhelm August von (1782–1841), preußischer Generalmajor, Kommandeur der 7. Landwehr-Brigade
- Wülffing, Franz (1814–1896), preußischer Landrat
- Wülffing, Gisela (* 1946), deutsche Publizistin und Frauenrechtlerin
- Wülffing, Peter (1701–1776), deutscher Pastor Zionit
- Wulffius, Georg (1921–1992), deutscher Journalist
- Wulfgar († 985), Bischof von Ramsbury
- Wulfhagen, Franz (1624–1670), deutscher Maler
- Wulfhar von Minden († 886), Bischof von Minden
- Wulfhard von Flavigny (* 855), Abt von Flavigny und fränkischer Erzkanzler
- Wulfheard, Bischof von Hereford
- Wulfhelm, Bischof von Hereford
- Wulfhelm, Bischof von Wells
- Wulfhere († 675), König von Mercia
- Wulfhorst, Traugott (1927–2015), deutscher Richter
- Wulfhun, Bischof von Selsey
- Wulfila († 383), Bischof der Terwingen (Visigoten, Westgoten)
- Wulfilaich, langobardischer Säulenheiliger
- Wülfing von Ditten, Paul (1880–1953), deutscher Vizeadmiral der Kriegsmarine
- Wülfing von Martitz, Peter (1930–2004), deutscher Altphilologe
- Wulfing von Stubenberg (1259–1318), Bischof von Lavant, Bischof von Bamberg
- Wulfing, Christoph († 1504), Landrichter und Ratsherr
- Wülfing, Elke (* 1947), deutsche Politikerin (CDU), MdB
- Wülfing, Emil von (1872–1950), deutscher Verwaltungsjurist und Rittergutsbesitzer
- Wülfing, Ernst Anton (1860–1930), deutscher Mineraloge und Chemiker
- Wülfing, Hans, deutscher Kirchenmusiker
- Wülfing, Johann Friedrich (1780–1842), bergischer Kaufmann und Großgrundbesitzer
- Wülfing, Johann Gottfried (1682–1731), Bürgermeister in Elberfeld
- Wülfing, Johann Jakob (1732–1801), Bürgermeister von Elberfeld
- Wülfing, Johannes (1649–1723), deutscher Kaufmann, Politiker und Bürgermeister von Elberfeld
- Wülfing, Johannes (1683–1763), deutscher Politkker und Bürgermeister von Elberfeld
- Wülfing, Martin (1899–1986), deutscher Buchhändler und Politiker (NSDAP), MdR, MdL
- Wülfing, Silke (* 1965), deutsche Schauspielerin
- Wülfing, Sulamith (1901–1989), deutsche Künstlerin und Illustratorin
- Wülfing, Walter (1901–1986), deutscher Sportfunktionär in mehreren Sportverbänden
- Wülfing, Walther (1878–1956), deutscher Offizier der Schutztruppe in Südwestafrika und Autor
- Wülfingen, Bettina Bock von (* 1971), deutsche Kulturhistorikerin
- Wülfingen, Eberhardt Georg Otto Bock von (1754–1814), deutscher General im Dienst der britischen Krone
- Wülfinghoff, Amélie, deutsche Pianistin, Sopranistin, Tänzerin und Gesangspädagogin
- Wülfke, Gustav (1840–1904), deutscher Architekt
- Wulflam, Bertram († 1393), Bürgermeister von Stralsund (1364–1391)
- Wulflam, Wulfhard († 1409), Bürgermeister von Stralsund (1397–1409)
- Wülflinger, Rudolf († 1445), Abt des Klosters Wettingen
- Wulfmeier, Hermann (* 1963), deutscher Fußballspieler
- Wulfmeyer, Volker (* 1965), deutscher Physiker, Meteorologe, Klima- und Erdsystemforscher
- Wulfnoth Cild, möglicherweise Vater von Godwin von Wessex
- Wulfoald († 680), fränkischer Hausmeier in Austrien
- Wulfraet, Margaretha (1678–1760), niederländische Porträt- und Historienmalerin
- Wulfram, fränkischer Heiliger und Bischof von Sens
- Wulfram, Hartmut (* 1967), deutscher Klassischer Philologe
- Wülfrath, Karl (1904–1981), deutscher Historiker
- Wulfsberg, Niels (1775–1852), norwegischer Pfarrer, Herausgeber und Zeitungsredakteur
- Wulfshein, Emanuel (1807–1880), deutscher Jurist, Oberbürgermeister und Politiker (NLP), MdR
- Wulfsige, Bischof von Sherborne
- Wulfsige, Bischof von London
- Wulfsige, Bischof von Cornwall
- Wulfsige, Bischof von Sherborne
- Wulfsige († 1053), Bischof von Lichfield
- Wulfsige II. († 958), Bischof von Sherborne
- Wulfsige von York, Bischof von York
- Wulfsohn, Benno (1882–1937), deutscher Maler und Grafiker
- Wulfson, Eduard (* 1953), lettischer Violinist, Violinpädagoge, Musikagent und Instrumentenhändler
- Wulfstan († 1095), Bischof von Worcester
- Wulfstan II. von York († 1023), englischer Kirchenmann
- Wulfstan von Haithabu, angelsächsischer Reisender und Händler
- Wulftange, Günter (* 1950), deutscher Fußballspieler
- Wulftange, Markus (* 1967), deutscher Fußballspieler
- Wulften, Engelbert von, Domherr in Münster
- Wulfwig († 1067), Bischof von Dorchester

### Wuli
- Wulich, Boris Sacharowitsch (1913–1978), russischer Mathematiker
- Wuliger, Michael (* 1951), Autor und Journalist

### Wulk
- Wulk, Otto (1909–1982), deutscher Grafiker, Maler und Glasmaler
- Wulk-Voltmer, Elke (1914–2006), deutsche Porträtmalerin
- Wulkenhaar, Raimar (* 1970), deutscher Physiker, Mathematiker und Hochschullehrer
- Wülker, Friedrich Ernst (1783–1856), deutscher Silberwarenfabrikant und Politiker, Senator der Freien Stadt Frankfurt
- Wülker, Gabriele (1911–2001), deutsche Sozialwissenschaftlerin und Politikerin
- Wülker, Gerhard (1885–1930), deutscher Zoologe
- Wülker, Ludwig (1881–1953), deutscher Pädagoge, Autor und Herausgeber
- Wülker, Nils (* 1977), deutscher JazzmusikerNils Wülker (* 1977)

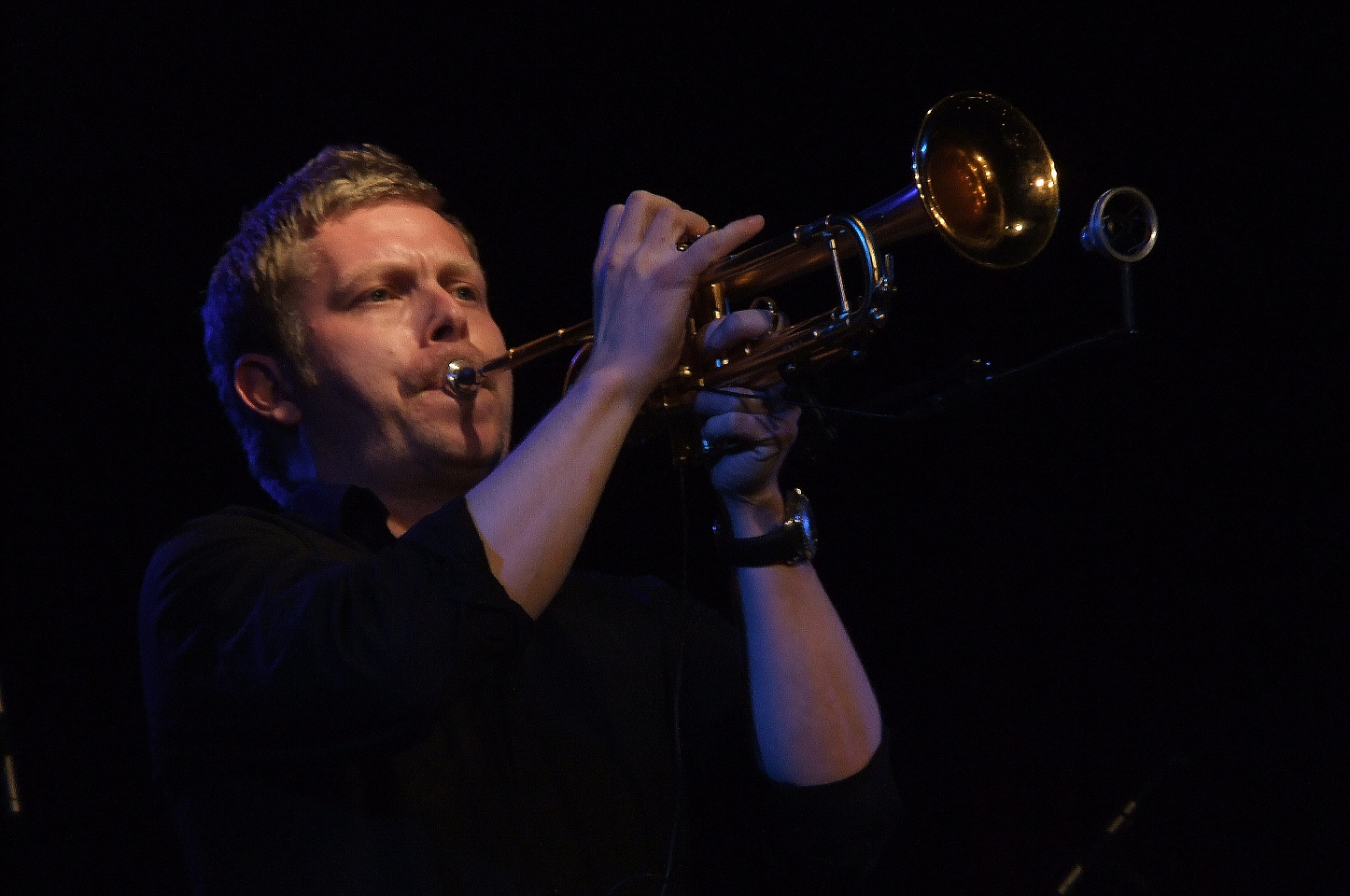
Nils Wülker (* 1977)

- Wülker, Richard (1845–1910), deutscher Anglist und Hochschullehrer
- Wülknitz, August von (1695–1768), deutscher Staatsminister und Gesandter in Hessen-Kassel
- Wülknitz, Carl August von (1720–1780), niederländischer General der Kavallerie
- Wülknitz, Eberhard Gustav von (1706–1772), deutscher Generalleutnant
- Wülknitz, Erdmann Ludwig von (1701–1763), deutscher Amtshauptmann in Frankfurt
- Wülknitz, Friedrich Julius von (1658–1733), deutscher Stallmeister, Ritter des Johanniterordens und Erbherr auf Crüchern
- Wülknitz, Karl von (1589–1624), Mitglied der Fruchtbringende Gesellschaft
- Wülknitz, Lebrecht von (1690–1751), deutscher Regierungsrat und Geheimer Rat
- Wülknitz, Leopold von (1680–1759), deutscher Kammerherr, Geheimer Kriegsrat und Hofmarschall
- Wulkopf, Cornelia (* 1952), deutsche Opernsängerin (Alt/Mezzosopran)
- Wulkow, Erich von, Lebuser Hauptmann des Markgrafen Ludwig von Brandenburg

### Wull
- Wullaert, Tessa (* 1993), belgische Fußballspielerin
- Wüllbier, Dirk (* 1966), deutscher Fußballspieler
- Wulle, Ernst (1832–1902), deutscher Brauer und Brauerei-UnternehmerErnst Wulle (1832–1902)

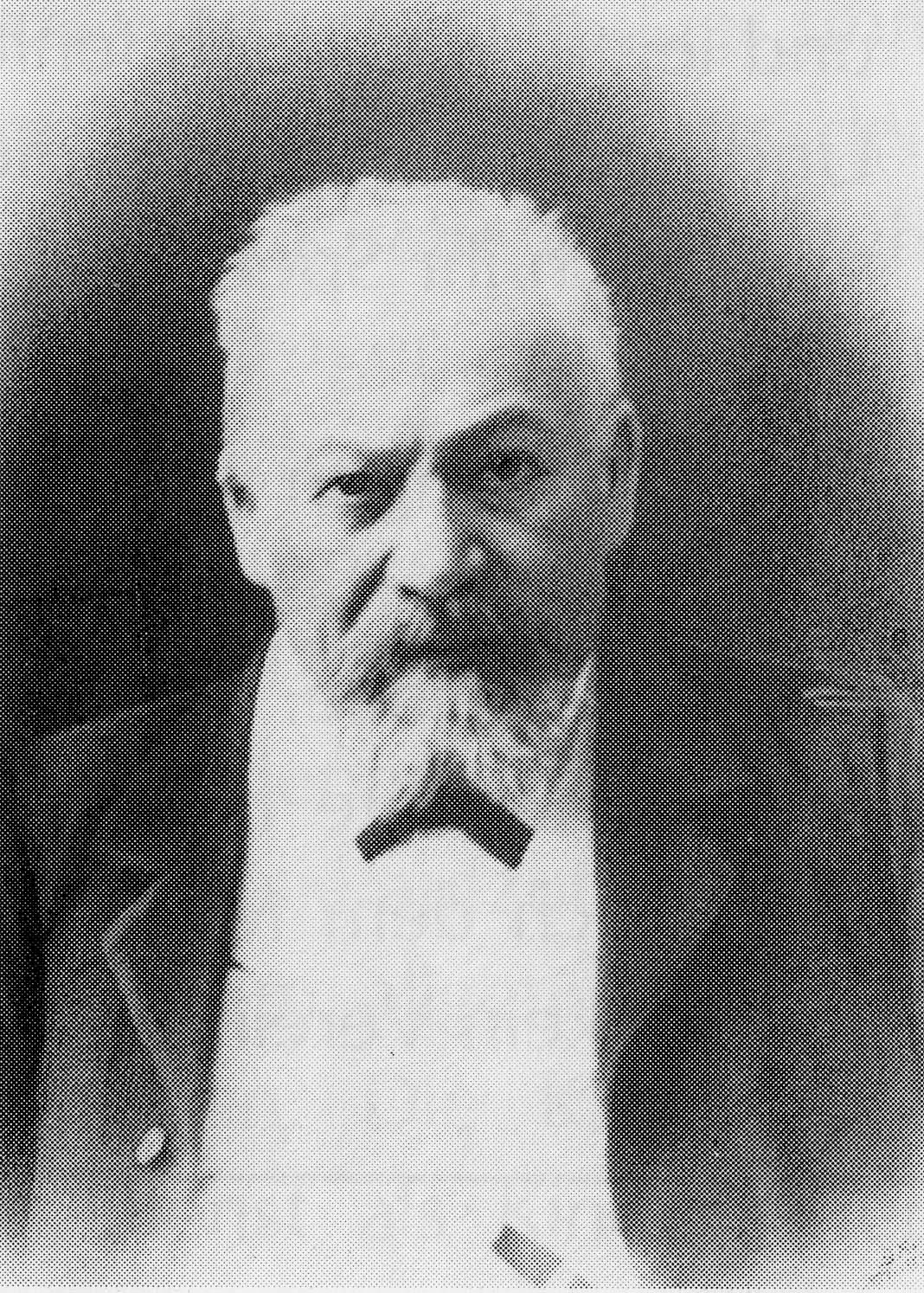
Ernst Wulle (1832–1902)

- Wülle, Franziska (* 1992), deutsche Sportjournalistin und Pressesprecherin der deutschen Fußballnationalmannschaft
- Wulle, Reinhold (1882–1950), völkischer Publizist und Politiker (DNVP, DVFP, NSFP), MdR
- Wulle, Rick (* 1994), deutscher Fußballtorwart
- Wulle, Trudel (1925–2021), deutsche Schauspielerin
- Wullekopf, Ernst (1858–1927), deutscher Privatarchitekt, Fürstlich Schaumburg-Lippischer Baurat
- Wüllen, Albrecht Christoph von (1713–1789), Landsyndicus und Verleger
- Wullen, Eugen (1892–1967), deutscher Offizier, zuletzt Generalarzt der Luftwaffe im Zweiten Weltkrieg
- Wüllen, Georg Ludwig Friedrich von (1720–1774), deutscher Jurist und kurhannoverscher Amtmann in den Ämtern Neustadt am Rübenberge und Blumenau
- Wullen, Moritz (* 1966), deutscher Kunsthistoriker und Museumsdirektor
- Wullenhaupt, Heinrich (1903–1985), deutscher Politiker (CDU), MdB
- Wüllenkemper, Theodor (1925–2012), deutscher Luftfahrtunternehmer
- Wullenkord, Axel (* 1961), deutscher Ökonom und Hochschuldozent
- Wullenkord, Sandra (* 1986), deutsche Juristin, Richterin am Bundesarbeitsgericht
- Wullenweber, Albert (1932–2011), deutscher Fußballspieler
- Wüllenweber, Ernst (* 1953), deutscher Sonder- und Heilpädagoge
- Wullenweber, Finn (* 1997), deutscher Handballspieler
- Wullenweber, Hans Fabian (* 1967), dänischer Regisseur, Drehbuchautor und Filmproduzent
- Wullenweber, Ingrid (1919–2009), deutsche Malerin und Gebrauchsgrafikerin
- Wüllenweber, Lisa (* 1992), deutsche Autorin
- Wüllenweber, Matthias (* 1961), deutscher Physiker, Unternehmer, Journalist und Softwareentwickler
- Wüllenweber, Petra (* 1971), deutsche Dramatikerin und Regisseurin
- Wüllenweber, Therese von (1833–1907), Gründerin des Ordens der Salvatorianerinnen
- Wüllenweber, Walter (* 1962), deutscher Journalist
- Wullenwever, Jürgen († 1537), deutscher Politiker und Bürgermeister der Hansestadt Lübeck (1533–1535)Jürgen Wullenwever († 1537)

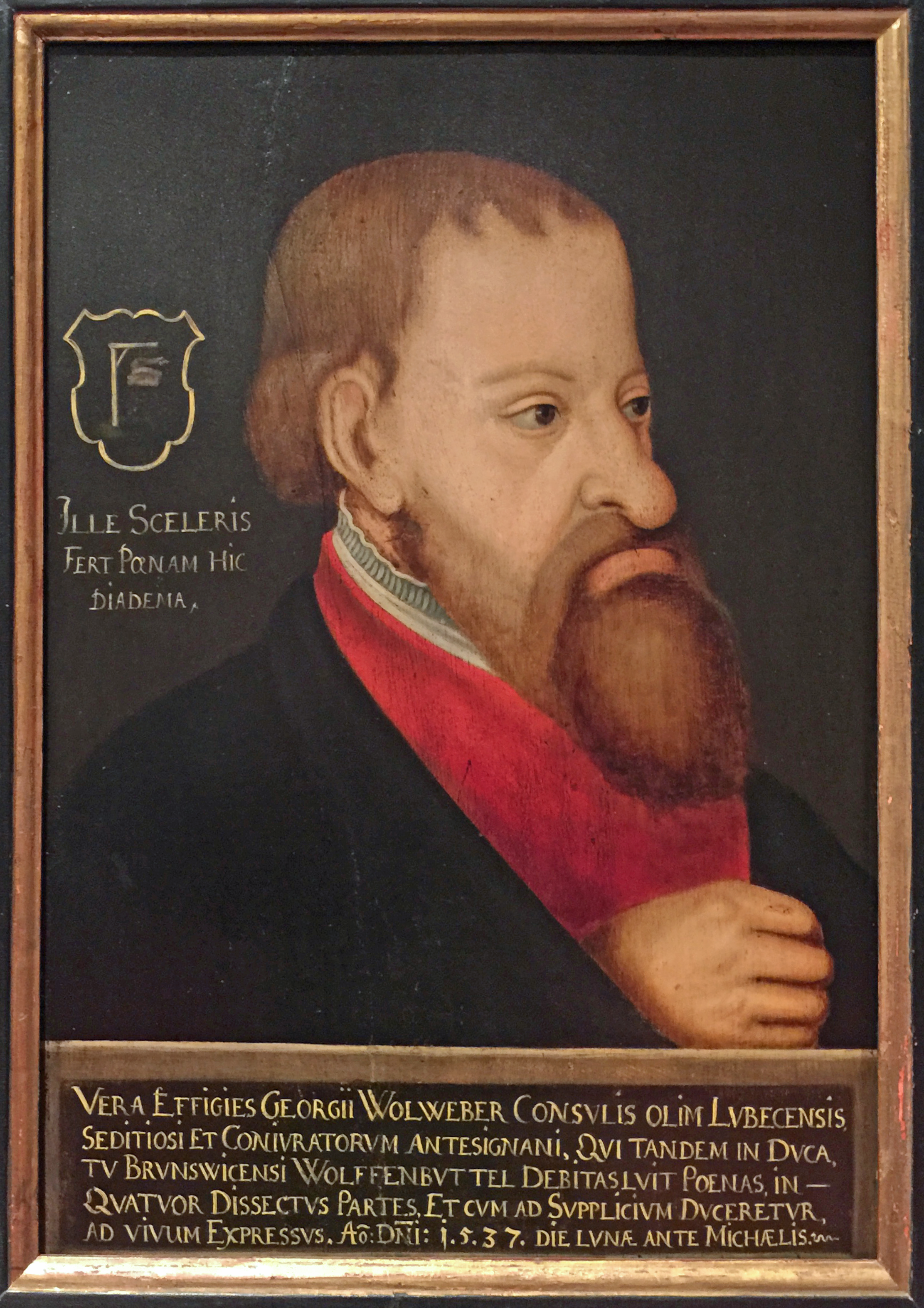
Jürgen Wullenwever († 1537)

- Wüller, Gerlind (* 1934), deutsche Richterin am Bundespatentgericht
- Wüller, Werner (* 1961), deutscher Radrennfahrer
- Wüllerstorf-Urbair, Bernhard von (1816–1883), österreichischer Admiral
- Wüllner, Adolf (1835–1908), deutscher Physiker
- Wüllner, Charly (* 1939), deutscher Künstler und Literat
- Wüllner, Franz (1798–1842), deutscher klassischer Philologe und Gymnasialdirektor
- Wüllner, Franz (1832–1902), deutscher Komponist und Dirigent
- Wüllner, Ludwig (1858–1938), deutscher Konzert- und Opernsänger (Tenor), Schauspieler sowie Rezitator
- Wüllner, Max (* 2001), deutscher Basketballspieler
- Wüllner, Paul (1906–1986), deutscher Politiker (DG, GB/BHE, FDP), MdL Bayern
- Wullschlägel, Heinrich Rudolf (1805–1864), Geistlicher der Herrnhuter Brüdergemeine
- Wullschlager, Jackie (* 1962), britische Kunstkritikerin
- Wullschleger, Eugen (1862–1931), Schweizer Politiker (SP)
- Wullschleger, Max (1910–2004), Schweizer Politiker (KPS/SP/DSP)
- Wullstein, Horst Ludwig (1906–1987), deutscher Arzt für Hals-, Nasen- und Ohrenerkrankungen und Hochschullehrer
- Wullstein, Ludwig (1864–1930), deutscher Chirurg, Orthopäde
- Wullstein, Sabina (* 1934), deutsche Ärztin
- Wullweber, Helga (1947–2017), deutsche Rechtsanwältin und Politikerin (GAL), MdHB
- Wullweber, Joscha (* 1973), deutscher Politikwissenschaftler

### Wuln
- Wulnikowski, Robert (* 1977), deutsch-polnischer FußballtorwartRobert Wulnikowski (* 1977)

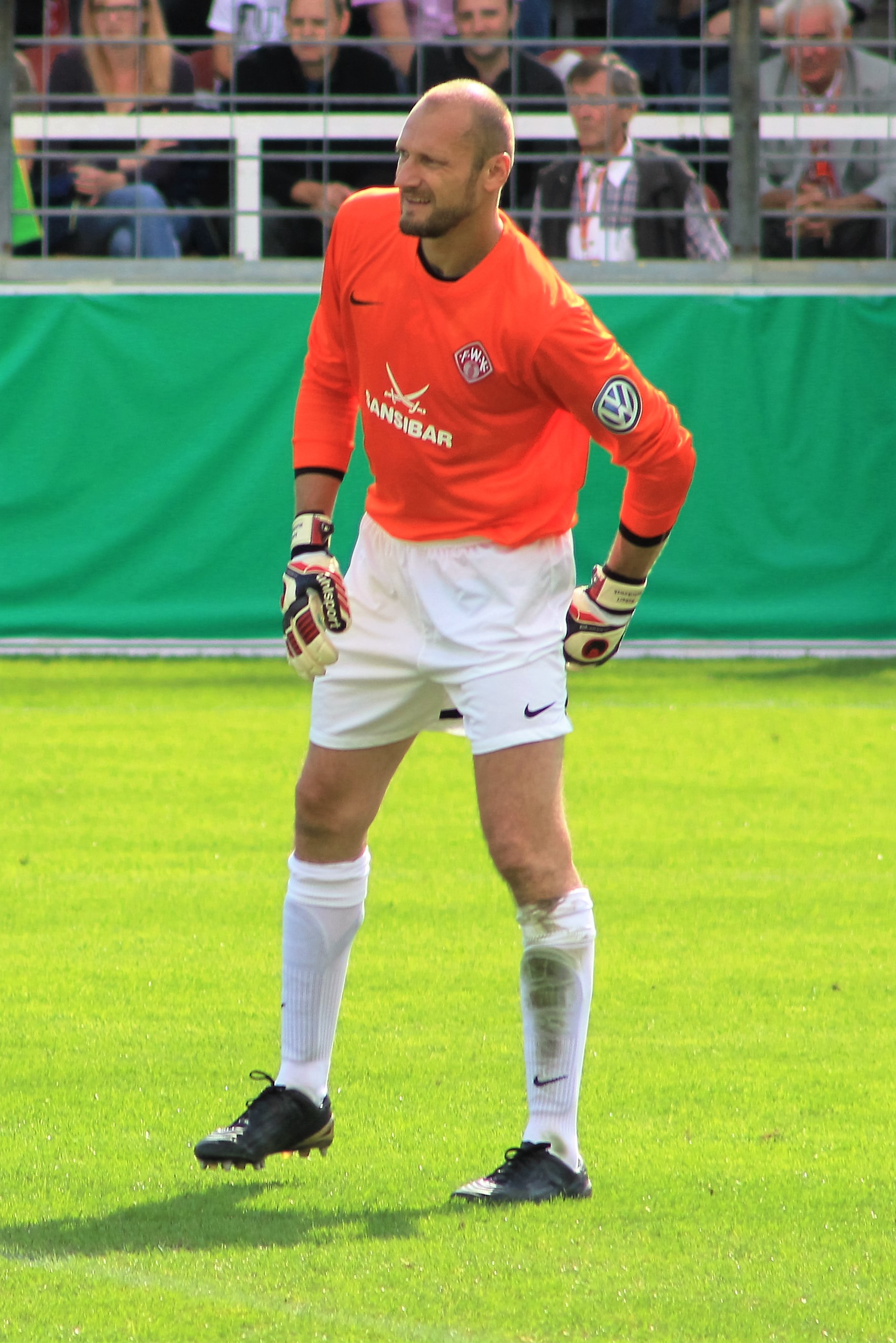
Robert Wulnikowski (* 1977)

### Wulo
- Wuloch, Igor Alexandrowitsch (1938–2012), russischer Künstler

### Wuls
- Wulsch, Sigrid (* 1953), deutsche Langstreckenläuferin
- Wulschner, Holger (* 1963), deutscher Springreiter
- Wülser, Samuel (1897–1977), Schweizer Maler
- Wulst, Klaus (* 1947), deutscher Fußballspieler
- Wulsten, Uta (* 1940), deutsche Industriedesignerin

### Wult
- Wültgens, Johann Peter (1738–1787), Besitzer von Steinkohle-Bergwerken im Raum Eschweiler
- Wultsch, Ferdinand (1911–1986), österreichischer Ingenieur und Politiker (SPÖ)
- Wultsch, Werner (* 1962), österreichischer Schauspieler

### Wulz
- Wulz, Bernhard (* 1984), österreichischer Fußballspieler
- Wulz, Gabriele (* 1959), deutsche evangelische Theologin, Prälatin der Evangelischen Landeskirche in Württemberg, Präsidentin des Gustav-Adolf-Werks
- Wulz, Giuseppe (1843–1918), italienischer Fotograf
- Wulz, Gustav (1899–1981), deutscher Archivar
- Wulz, Hans (1893–1975), deutscher Offizier, zuletzt Generalmajor
- Wulz, Hans (1909–1985), österreichischer Maler
- Wulz, Helmut (1936–2023), österreichischer Volkskundler, Musiker, Journalist und Autor
- Wulz, Janine (* 1985), österreichische Politikerin und Unternehmensberaterin
- Wulz, Thomas (* 1992), österreichischer Handballspieler
- Wulz, Uwe (* 1965), deutscher Künstler
- Wulz, Wanda (1903–1984), italienische Fotografin
- Wulz, Wolfgang (* 1950), deutscher Schriftsteller, Landeskundler, Mundartforscher und Pädagoge
- Wulzinger, Karl (1886–1948), deutscher historischer Bauforscher